# Джезказганлаг

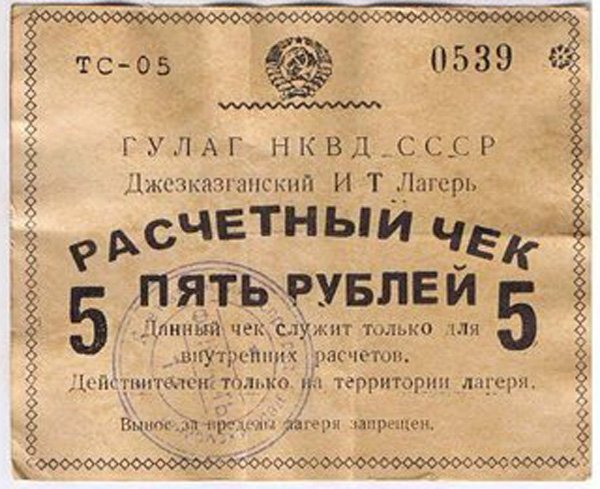
Талон, заменяющий 5 рублей на территории Джезказганского ИТЛ

Джезказганлаг (Джезказганский ИТЛ, 1940—1943, ГУЛАГ) — советский лагерь для содержания заключённых с центром в посёлке Новый Джезказган, Карагандинской области Казахской ССР.
Лагерь обслуживал в основном разработку Джезказганского месторождения меди и других металлов. Заключённый работали на строительстве Джезказганского комбината, реконструкции Карсакпайского медьзавода, в том числе Карсакпайской ЦЭС, ЛЭП Карсакпай—Джезказган, плотины на реке Кумола, шахты 31, производство боеприпасов (Изделие М-82), обслуживание Джездинского марганцевого месторождения (поселение Джезда), и на сельско-хозяйственных работах.

## История
Джезказганский ИТЛ и комбинат ГУЛАГ НКВД СССР создан в 1940 году, его начальником назначен заместитель наркома внутренних дел Казахской ССР Борис Чирков. Первая партия заключенных прибыла тогда же по построенной ими железной дороге от Караганды.
16 апреля 1940 года был издан приказ НКВД СССР «О приёмке строительства Джезказганского медеплавильного комбината в число строек и предприятий НКВД».
В военное время основное внимание уделялось строительству новых шахт и увеличению добычи руды, которую отправляли в Балхаш и на Урал.
Закрыт 7 апреля 1943 года в связи с реорганизацией в лагерное отделение Карагандинского ИТЛ.

### Начальники
- Чирков Б. Н., капитан, с 16.04.1940 по 06.07.1942.
- Шевченко ?.?., не позднее 28.07.1942 — не ранее по 26.09.1942.
- Петров А. П., подполковник госбезопасности, временно исполняющий обязанности начальника упоминается 07.04.1943.

## Выполняемые работы
- строительство Джезказганского комбината
- строительство Карсакпайского медьзавода
- строительство Карсакпайской ЦЭС.
- строительство линии электропередач Карсакпай—Джезказган.
- строительство плотины на р. Кумола
- строительство шахты № 31
- производство боеприпасов («изделие М-82»)
- обслуживание Джездинского марганцевого месторождения (пос. Джезды).
- сельскохозяйственные работы, в 1942 году.